# 1917. május 4-ei ütközet
Az 1917. május 4-ei ütközet egy kisebb tengeri összecsapás volt az első világháború során az Északi-tengeren, melyben német oldalon az LZ 92 léghajó (taktikai jelölése: L.43) és több tengeralattjáró, brit oldalon a Sydney könnyűcirkáló vezette kötelék vett részt. Az ütközetnek nem voltak sérültjei egyik oldalon sem és véget ért, miután a léghajó ledobta az összes bombáját és a brit cirkálók ellőtték az összes légvédelmi lövedéküket.

## A harc lefolyása
A Sydney a brit vizeken teljesített szolgálatot mikor 1917. május 4-én tengeralattjáró-elhárítási céllal őrjáratra indult a skóciai Rosythból. Ennek során harcba keveredett a német L.43 léghajóval, melyet Hermann Kraushaar sorhajóhadnagy (Kapitänleutnant) irányított.
A Sydney a Dublin cirkálóval és négy rombolóval (Obdurate, Nepean, Pelican és Pylades) közösen a Firth of Forth és a Humber folyó között őrjáratozott. A köteléket a Sydney parancsnoka és egyben a 2. könnyűcirkálóraj (2nd Light Cruiser Squadron) parancsnokhelyettese, John Dumaresq vezette. Az őrszemek keleti irányban észleltek egy hajót és 10:00-kor az Obdurate-et küldték ki, hogy azonosítsa az ismeretlen járművet. 25 perccel később a Dublin észlelt egy léghajót keleti irányban és 27 km-es távolságban. A Sydney és a Dublin a léghajó felé fordult és a lőtávolságuk határáról tüzet nyitottak rá.
Az Obdurate eközben a felszínen észlelt egység felé tartott, hogy ellenőrizhesse azt és eközben két német tengeralattjárót észlelt. Miután az egyikük támadást intézett ellene, a romboló mélységi bombákat dobott rá, majd a léghajó irányába fordult, hogy támadhassa azt. Ahogy feléje közeledett, a léghajó délkeleti irányba fordulva kitért előle. A következő fél óra során a Dublint sikertelenül támadták torpedókkal a német tengeralattjárók legalább három alkalommal, ami Dumaresqet arra a következtetésre juttatta, hogy a németek csapdába akarják csalni a hajóit. Ezt követően utasította az Obdurate-et, hogy teljesen kutassa át a gyanús hajót, melyről azonban kiderült, hogy egy holland halászhajó.
Dumaresq ezt követően igyekezett a léghajót maga után csalni és a hajóival ehhez az eredeti útvonalára állt rá. Mikor a léghajó ismét közelített feléjük, a Dublin és a Sydney megfordult és támadás alá vette. Válaszul a léghajó kapitánya bombázni kezdte a Dublint nagy magasságból, de a cirkáló nagy sebességgel végrehajtott manőverekkel ki tudott térni a bombák elől. A sikertelen támadás után a léghajó az Obdurate-et vette célba. A rá ledobott három bomba a romboló közelében csapódott be. A léghajó ezt követően a Sydneyt vette célba, mely irányába 10-12 bomba hullott, de ezek közül sem talált célba egy sem. A Sydney légvédelmi lövegeivel viszonozta a támadást, de az L.43 túl magasan repült ahhoz, hogy elérhesse.
Egy másik léghajó érkezett a harc színhelyére 13:00 (GMT) körül az L.43 hívására, de a britektől északkeleti irányban maradt és nem jött elég közel ahhoz, hogy beavatkozzon a küzdelembe. A harc 14:30 körül ért véget, mikorra mindkét fél lőszere ill. bombája elfogyott. Veszteségeket egyik fél sem szenvedett el. A küzdelem után a léghajók elhagyták a körzetet a brit hajók pedig folytatták őrjáratukat, majd visszatértek Rosythba.
Az ütközetet az 1930-as évek elején Charles Bryant ausztrál művész megfestette olajfestményen. Ez volt az első alkalom, hogy a Királyi Ausztrál Haditengerészet egységét ellenséges légi jármű vette támadás alá és egyike volt azon harctevékenységeknek, melyek után a Sydney-t kitüntették az Északi-tenger harcaiban való részvételért ("North Sea 1916–18" battle honour).

## Fordítás
- Ez a szócikk részben vagy egészben  az   Action of 4 May 1917 című angol Wikipédia-szócikk ezen változatának fordításán alapul.  Az eredeti cikk szerkesztőit annak laptörténete sorolja fel. Ez a jelzés csupán a megfogalmazás eredetét és a szerzői jogokat jelzi, nem szolgál a cikkben szereplő információk forrásmegjelöléseként.